# Jon Pacheco Dozagarat
Jon Pacheco Dozagarat (nascut el 8 de gener de 2001) és un futbolista professional basc que juga com a defensa central a la Reial Societat.

## Carrera de club
Nascut a Elizondo, Navarra, Pacheco es va incorporar a la formació juvenil de la Reial Societat el 2013, als 12 anys, procedent del CD Baztán KE. Va debutar com a sènior amb l'equip C el 8 de desembre de 2018, entrant com a substitut a la mitja part en un empat 0-0 fora en partit de Tercera Divisió contra el CD Basconia.
Pacheco va ascendir al filial a Segona Divisió B abans de la campanya 2019-20, i va signar un contracte fins al 2025 el 30 d'agost de 2019. Va debutar amb el seu primer equip –i la Lliga– el 29 de juny de l'any següent, començant com a titular en una derrota a domicili per 2-1 contra el Getafe CF.
Abans de la temporada 2021-22, el director de futbol de la Reial Societat, Roberto Olabe, va anunciar que Pacheco i el seu company de Sanse, Robert Navarro, serien ascendits a la plantilla del primer equip.

## Carrera internacional
Pacheco va representar Espanya als nivells sub-16, sub-17, sub-18 i sub-19, jugant al Campionat d'Europa sub-17 de la UEFA 2018.

## Palmarès
Selecció espanyola
- 1 Medalla d'or en els Jocs Olímpics: 2024[8]